# Oratorio delle Zitelle
L'oratorio delle Zitelle è un oratorio costruito verso la metà del XVII secolo per la "Pia Casa di Santa Maria delle Vergini", detta anche "Ospizio delle Zitelle" e situato a Vicenza in contrà Santa Caterina nella zona di Borgo Berga.
Raro esempio di edificio sacro a pianta ottagonale in città, è collocato di fronte alla chiesa di Santa Caterina e ospita un importante ciclo di dipinti sei-settecenteschi.
L'oratorio è di proprietà dell'Istituto pubblico di assistenza e beneficenza (IPAB).

## Storia

### La "Pia Casa di Santa Maria delle Vergini"
Nel 1602 un'efficace predicazione tenuta a Vicenza dal cappuccino Michelangelo da Venezia aveva denunciato la precaria condizione sociale e morale di tante adolescenti di famiglie povere della città, prive di un'adeguata educazione e istruzione e quindi sottoposte a continue violenze "per non avere di che vivere e maritarsi". Fu così che alcuni nobili della città - tra i quali Soriano Trissino, Bernardino Saraceni, Battista Muttoni e Francesco Todeschi - decisero di provvedere per loro un ambiente idoneo ad accoglierle e a prepararle convenientemente alla vita, sia che scegliessero di entrare in un istituto religioso, sia che si orientassero a formare una propria famiglia.
Sorse così in Borgo Berga, acquistate alcune abitazioni di fronte alla chiesa di Santa Caterina, la "Pia Casa di Santa Maria delle Vergini", correntemente chiamata "Ospizio delle Zitelle", affidata alla gestione delle Dimesse del venerabile Antonio Pagani e divenuta in breve, grazie alla generosità dei vicentini, un'importante istituzione educativa. L'8 settembre 1604 fu benedetta dal vescovo Giovanni Dolfin la prima chiesa di Santa Maria delle Zitelle.
Essa fu sostituita, nel 1647, dell'elegante oratorio a pianta ottagonale dedicato "all'onor di Dio ma anche di abbellimento et ornamento della Città", attribuito all'architetto Antonio Pizzocaro. Dopo aver subito numerosi danni e anche un incendio, fu più volte restaurato; al loro finanziamento contribuì anche il giurista Giovanni Maria Bertolo.
Nel 1822, per far fronte ai debiti e non potendosi più reggere con le rendite proprie, la Pia Casa divenne un collegio di educazione per fanciulle appartenenti al ceto medio della città e con il ricavato delle rette poté mantenere ancora gratuitamente qualche giovanetta povera. Questo rimedio però non fu sufficiente e con l'aggravarsi dei debiti, la Congregazione di Carità chiuse l'Ospizio delle Zitelle il 1º ottobre 1865; il vecchio locale di fronte alla chiesa di Santa Caterina con gli orti annessi, il tutto ridotto in pessimo stato di manutenzione, fu venduto per ricostituire i fondi patrimoniali dell'Istituto. Le ultime ospiti ancora presenti furono inserite nell'orfanotrofio femminile della Misericordia e l'oratorio passò in proprietà all'Istituto pubblico di assistenza e beneficenza (IPAB). Subì vari restauri tra il 1944 e il 1968, finché nel 1970 l'oratorio vide un radicale restauro delle sue strutture architettoniche e delle sue numerose opere d'arte.

## Descrizione
Al contrario dello spoglio esterno, lo spazio interno dell'oratorio è riccamente decorato. È articolato in tre cappelle: quella dell'altare maggiore, dedicata alla Vergine Maria, e le laterali, in onore di santa Cecilia e sant'Antonio, a destra, e sant'Orsola, a sinistra; la copertura è a cupola (non visibile dall'esterno), con larghe lesene «piegate, sulle quali si impostano i costoloni, del pari piegati, che s'innalzano con andamento veloce a creare la trama ogivale della cupola e quindi a suddividerla in otto spicchi» (Renato Cevese).
L'oratorio ospita un ciclo di dipinti sei-settecenteschi dedicato alle Storie della Santa Vergine, tra cui vi sono opere di importanti pittori veneti: di Francesco Maffei Il riposo durante la fuga in Egitto, L'Assunta, La visitazione, La crocifissione; a Giulio Carpioni sono attribuiti l'affresco nella chiave di volta e quattro tele, tra cui L'annunciazione e L'adorazione dei Magi; di Costantino Pasqualotto due dipinti databili 1740; opera del più modesto pittore provinciale Fortunio Parmigiano la Nascita di Maria.
Le tele furono ospitate nel museo civico dal 1944 al 1968, durante i lavori di restauro dell'edificio.